# سرود ملی عربستان سعودی
سرود ملی عربستان سعودی (به عربی: النشيد الوطني السعودي)، در سال ۱۹۵۰ رسمیت یافت و پس از آن در سال ۱۹۸۴ با کمی دگرگونی در متن بار دیگر رسمی شد.

## متن عربی
| سارِعی للمَجْدِ والعَلْیاء   |  | مَجِّدِی لِخَالِقِ الْسَّمَاء       |
| وارفعی الخَفّاقَ أخضَرْ     |  | یَحْمِلُ النُّورَ المُسَطَّرْ       |
| رَدّدی اللهُ أکْبَر         |  | یا مَوطِنی                |
| موطنی عشْتَ فَخْرَ الْمُسلِمِین |  | عَاشَ الْملکْ: لِلْعَلَمْ وَالْوَطَنْ |

### برگردان فارسی
بشتاب
به سوی شکوه و برتری
آفریدگار آسمان‌ها را پرشکوه دان
و درفش سبز را برافراز
با فروغ نوشته شده در دست
بخوان که خدا بزرگ‌تر است
ای میهن من
کشور من
بزی تا مایه سربلندی مسلمانان باشی
پادشاها زنده باشی
برای پرچم
و برای میهن